# Gustaf Ankarcrona

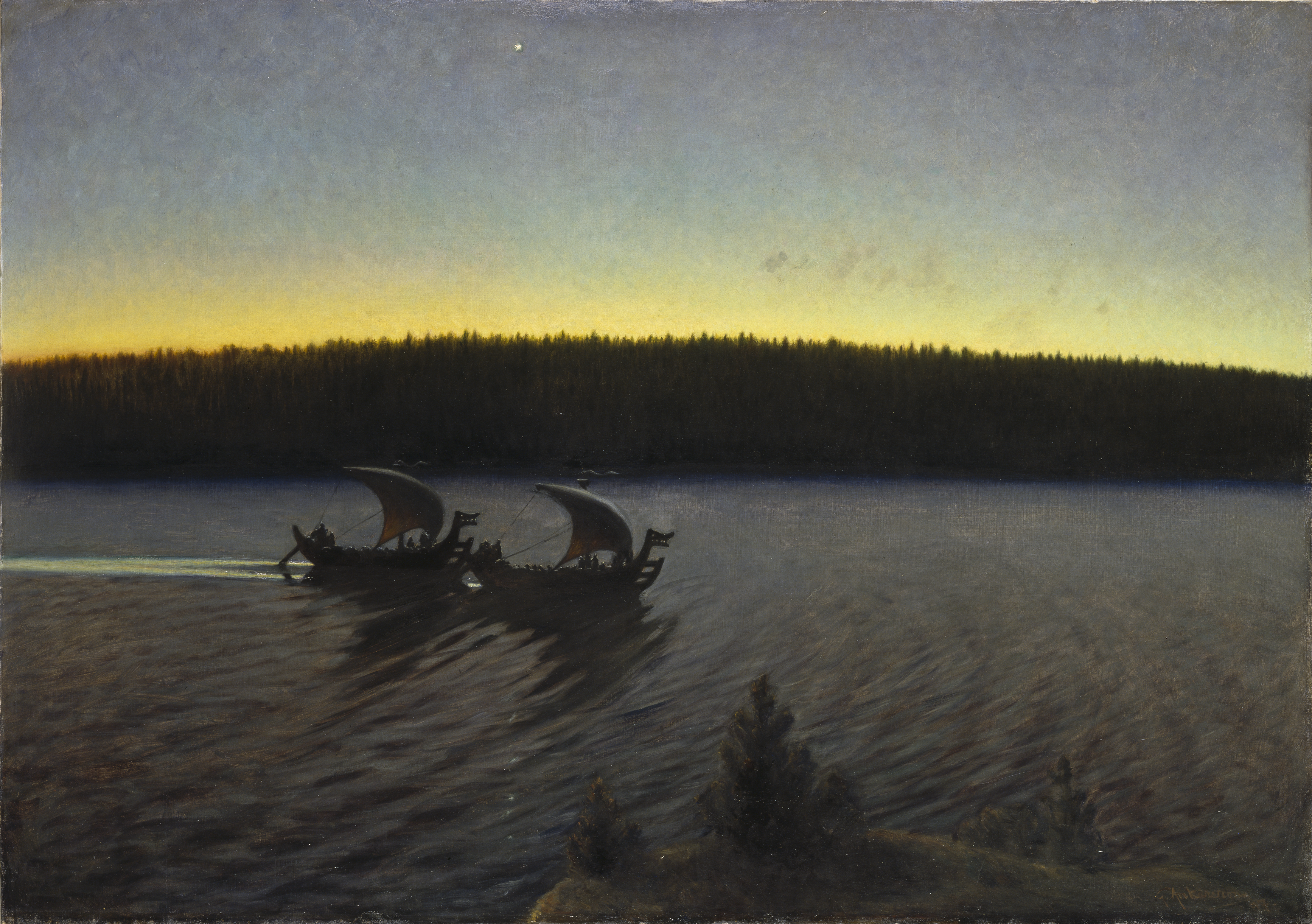
Gustaf Ankarcrona, Fordomtima, Sign. 1897, Olja på duk

Sten Gustaf Herman Ankarcrona, född 11 maj 1869 i Hakarps församling i Huskvarna, Jönköpings län, död 17 september 1933 på Holen i Tällberg, var en svensk målare, också känd för sitt engagemang i den tidiga hembygdsvården, särskilt den i Dalarna.

## Konstnären

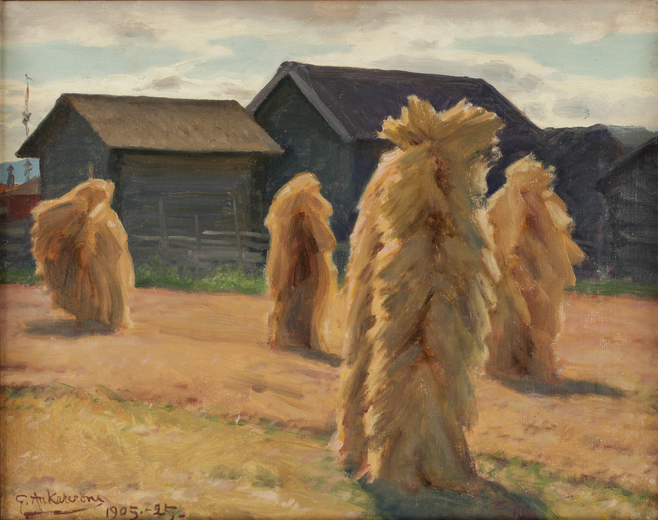
Målning av Gustaf Ankarcrona

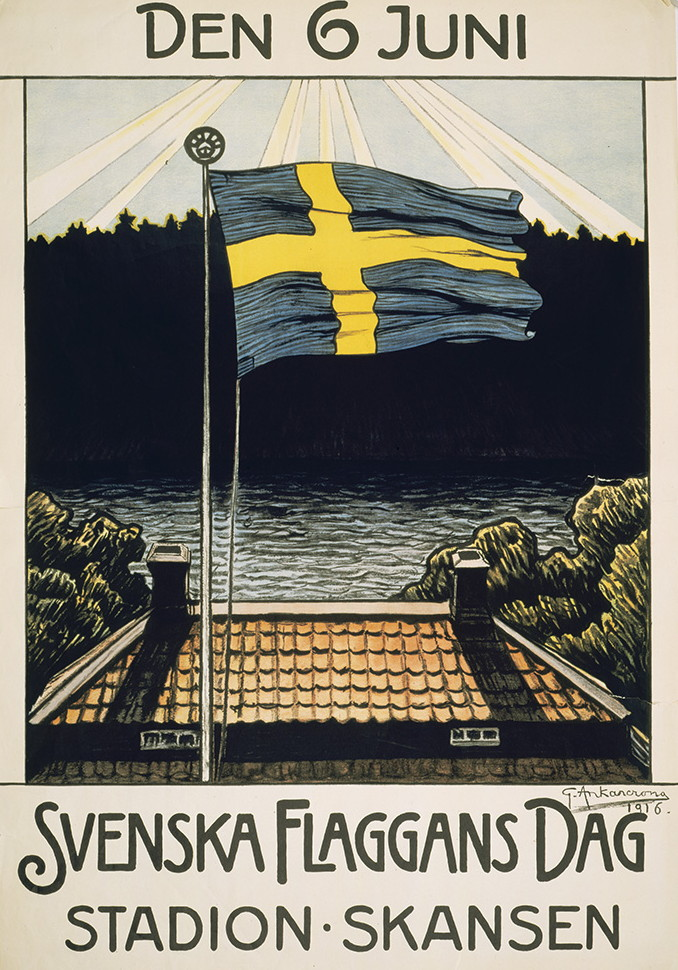
Affisch för Svenska Flaggans Dag den 6 juni 1916.

Gustaf Ankarcrona var son till disponenten för Husqvarna Gevärsfaktori Emil Ankarcrona och Anna Maria Norström. Han var bror till Anna Ankarcrona.
Gustaf Ankarcrona studerade vid Jönköpings högre allmänna läroverk 1883–1885. Han visade tidigt ett konstnärligt intresse, och hans far rekommenderades av Georg von Rosen att sonen skulle utbilda sig till konstnär. von Rosen påverkade också att det, till skillnad från de flesta vid samma tid som istället åkte till Paris, var till Tyskland han sändes för studier. Åren 1886–1889 ägnades åt studier på Konstakademin i Berlin. Somrarna 1889 och 1890 var han i Norge och målade. Under 1889 vistades Ankarcrona också en kortare tid i Paris för medverkan vid världsutställningen som det året anordnades i den franska huvudstaden. Därefter fortsatte studierna i München där Ankarcrona kom i kontakt med konstnärskolonin i Dachau vars folkligt inspirerade inriktning kallades heimat-kunst. År 1895 återvände Ankarcrona till Sverige och från 1896 till 1901 hade han en ateljé i Stockholm och målade många porträtt.
År 1890 antogs han i Konstnärsförbundet men det var förmodligen mer för att han var bekant med många av deras medlemmar än för någon särskild radikalism. Ankarcrona var bekant med de flesta av den tidens berömda målare och umgicks till exempel med J.A.G. Acke, Albert Engström, och Bruno Liljefors. Han deltog i några av Konstnärsförbundets utställningar, men blev utesluten 1898 eftersom han inte deltagit i de utställningar som anordnats. Som konstnär är han mest känd för motiv från landsbygden, ofta i vintermiljöer, målade i tidens nationalromantiska anda.
Ankarcrona finns representerad vid bland annat Göteborgs konstmuseum, Norrköpings Konstmuseum, Nationalmuseum,
Länsmuseet Gävleborg, Jönköpings läns museum, Malmö museum, och Nordiska museet.

## Dalarna

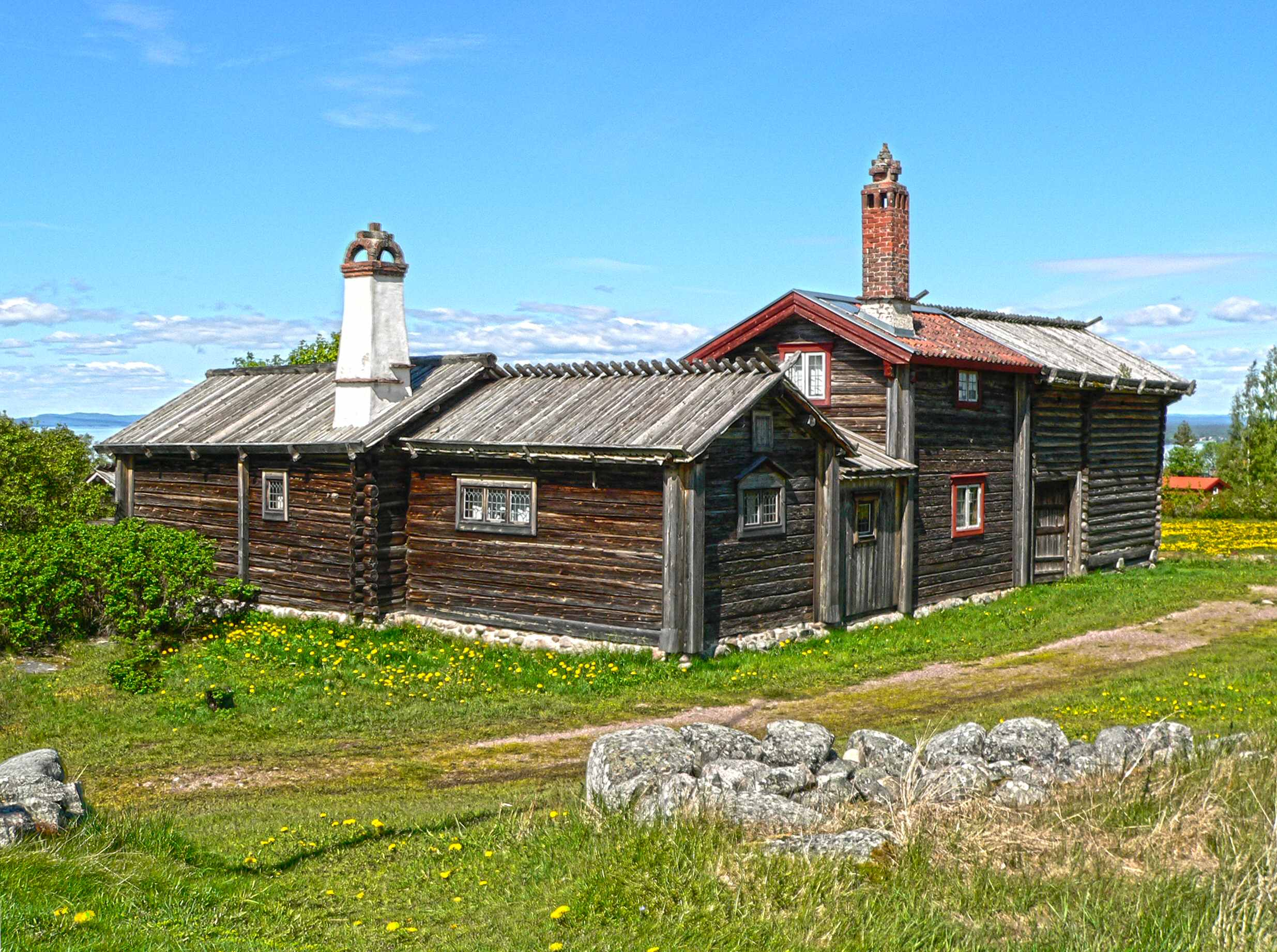
Hembygdsgården Holen i Tällberg.

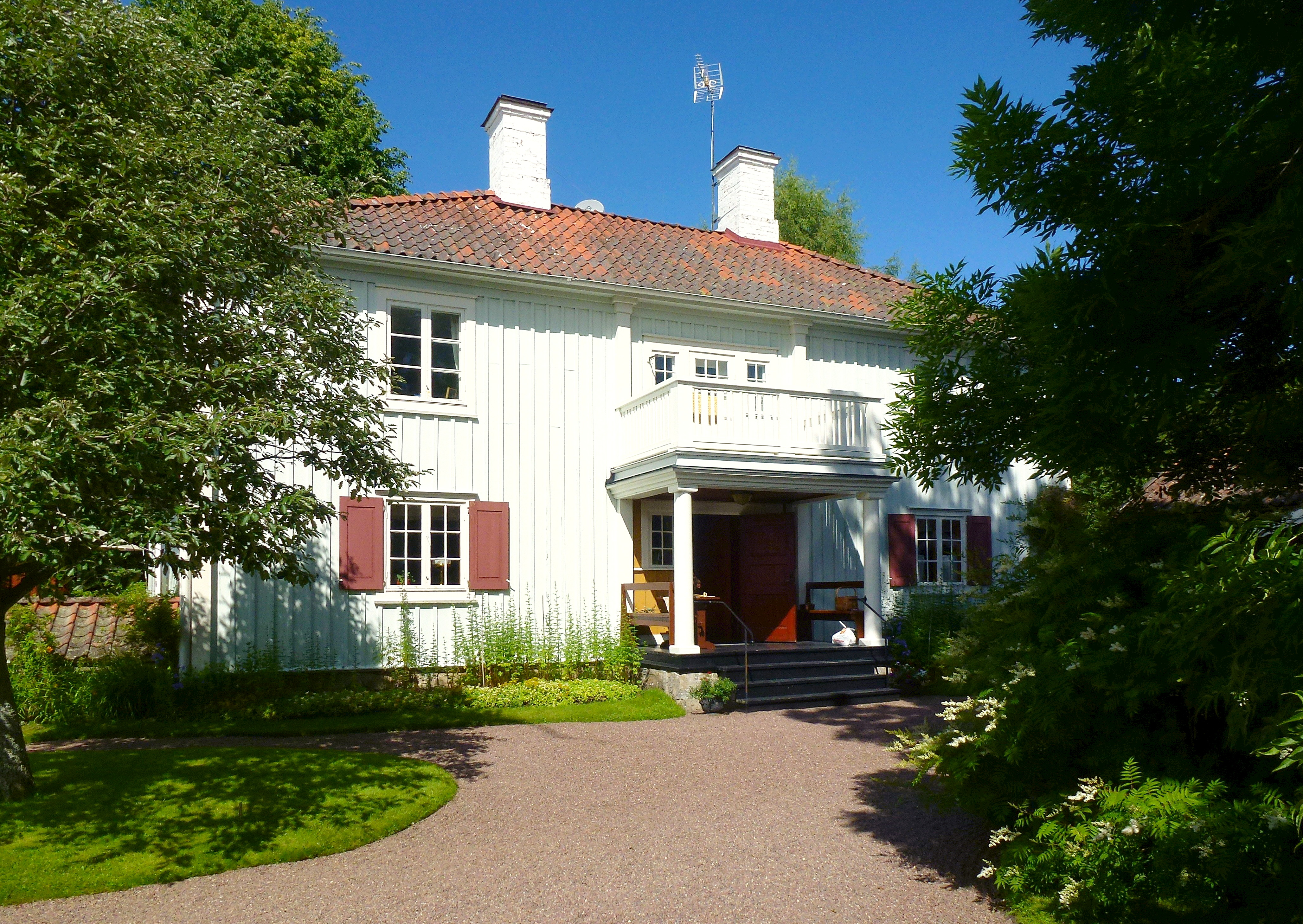
Karlfeldtsgården Sångs huvudbyggnad ritades av Ankarcrona för Erik Axel Karlfeldt.

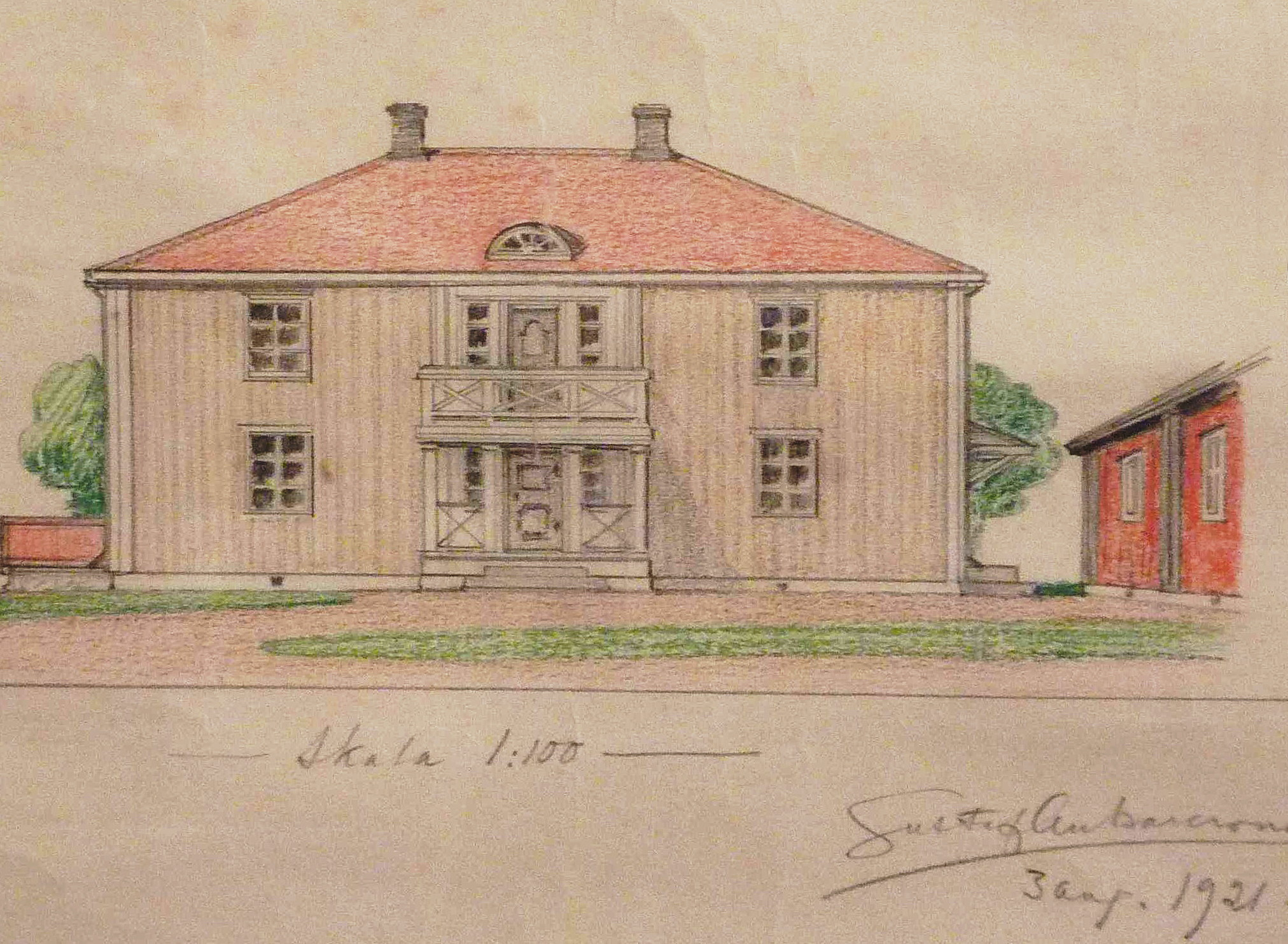
Ancarcronas ritning för Karlfeldtsgården.

En för Gustaf Ankarcrona viktig händelse inträffade när han 1901 besökte industri- och slöjdutställningen i Gävle (som han hade gjort affischen till). Där mötte han en allmogegrupp från Leksand klädd i sockendräkter vilket gjorde honom så entusiastisk att han omgående reste till Siljansområdet. Han hade tidigare vistats i Dalarna vid ett par tillfällen men nu greps han fullständigt av den ålderdomliga allmogekulturen i Dalarna. Dalarna hade redan tidigare under 1800-talet fängslat romantiskt lagda konstnärer. Men nu hade det bildades en ny konstnärskoloni i Leksand i den nationalromantiska andan. Där bodde redan Emerik Stenberg, Ivar Nyberg, Harry Schubert, Paul Graf och senare Gustaf Theodor Wallén. När Ankarcrona dök upp blev han snart en ledargestalt. Trots att det delvis var det måleriska som lockat honom till Dalarna så kom han att måla väldigt lite efter att han flyttat dit. Enligt Hugo Alfvén skall det ha berott på att han tagit illa vid sig av kritik  från ledande svenska konstkritiker, framför allt från Tor Hedberg. Andra har påstått att det var på grund av att han ogillade det modernistiska måleriet. Istället började han intressera sig för den försvinnande gamla bygdekulturen som i Dalarna fortfarande var bättre bevarad än i många andra delar av Sverige.

## Hembygdsvård
Tidigare hade personer som varit intresserad av bygdekulturer mest gjort beskrivningar och nedtecknat exempelvis folkvisor, men påverkade av Artur Hazelius började man nu också samla in föremål. Snart var Ankarcrona sysselsatt med att samla in kulturföremål från Dalarna. Hans hembygdsvård var praktiskt inriktad och gick ut på vägledning och undervisning. Han ville stärka en hembygdskänsla som han ansåg hotad av industrialism och kulturimport. Han intresserade sig bland annat för träslöjd,  smide och kopparslöjd och textilslöjd, och sökte till exempel upp äldre kvinnor som fortfarande kunde väva efter gamla mönster och gjorde beställningar hos dessa.
Gustaf Ankarcrona ansåg att hemslöjden borde ses i sitt äldre sammanhang och att den hörde ihop med miljön, varför han ansåg att varje socken borde skapa en gammelgård. Ankarcronas eget bidrag blev Holen i Tällberg som han köpte 1908. Han köpte ett antal äldre byggnader som transporterades till Holen där de återuppbyggdes. Gården var tänkt både som museum och som Ankarcronas egen bostad. Därför gjordes aldrig något försök att skapa en "genuin" bondemiljö inomhus utan istället ställdes allmogeföremålen ut som i ett museum. Ankarcrona intresserade sig också för dalmålningar och bedrev den första forskningen för att försöka finna vilka målarna hade varit. Med tiden fick han en stor kunskap i ämnet, men publicerade tyvärr väldigt lite.
Han organiserade 1904 en hemslöjdsutställning i Leksand som blev en stor succé. Utställningen uppbådade en stor lokal entusiasm för den äldre slöjdkonsten. Han tog 1915 initiativ till bildandet av Dalarnas hembygdsförbund, vars "Meddelanden" publicerades i Lantbrukstidskrift för Dalarne och fick stor spridning i regionen.

## Andra sysselsättningar
I övrigt engagerade han sig i ungdomsrörelsen och som nykterhetskämpe. Under ett par år var Ankarcrona redaktör för tidskriften Siljan. Han ritade också ett antal offentliga byggnader i Leksand och Erik Axel Karlfeldts gård Sångs i Sjugare. Han reste omkring i färgglad vagn som han själv målat och som drogs av en vit häst. Tidvis bodde Gustaf Ankarcrona på Persborg i Rättvik och på gästgivaregården i Leksand. Där fick han bo gratis eftersom han var så efterfrågad som underhållare av gästerna.